# Fort Bidar
Fort Bidar – fort położony na terenie miasta Bidar, w stanie Karnataka, położonym w południowych Indiach. 

## Historia
Twierdza została zbudowana w latach 1425 - 1432, podczas panowania sułtana Ahmada I, władcy sułtanatu Bahmanidów, który przeniósł stolicę z Gulbargi do Bidaru w 1429 roku. Fort był świadkiem panowania kilku władców Bahmanidów, w tym wpływowego premiera Mahmuda Gawana, którego egzekucja w 1481 roku oznaczała początek upadku dynastii. Ostatecznie Bidar został podbity przez sułtanat Bidźapuru w 1619 roku, a następnie zdobyty przez cesarza Mogołów Aurangzeba w 1656 roku.

## Architektura
Większość zachowanych umocnień fortu Bidar pochodzi z lat 1429-1432. W XVI i XVII wieku przeprowadzono prace rekonstrukcyjne, które głównie dotyczyły dostosowania murów obronnych do obrony przed bronią palną. W ramach tych prac przebudowano parapet murów, aby wzmocnić obronę przed bronią ręczną. Za murami wzniesiono trzy okrągłe wieże, nazwane Czarna, Czerwona i Długa, które były przeznaczone do montażu ciężkich armat. Niektóre z bram fortu zostały również przebudowane, a daty tych prac można znaleźć na pierwszej i drugiej bramie Potrójnej Bramy – odpowiednio 1683 i 1503 rok..